# Ljungaviken
Ljungaviken är en tätort och stadsdel belägen mellan länsväg K 501 och Sölvesborgsviken i Sölvesborgs kommun i Blekinge län. 
Bebyggelsen är sammankopplad med övriga staden via en 756 meter lång gång- och cykelbro. Området räknas till halvön Listerlandet vilket skiljer den från övriga stadsdelar i Sölvesborg (med undantag för Sölve).
Bron, som stod färdig i slutet av 2012, är specialkonstruerad av det lokala företaget Stål och Rörmontage. Det är en av Europas längsta broar av denna typ.
År 2015 avgränsade SCB här en småort. Efter befolkningsökning klassade SCB den 2018 som en tätort.
År 2016 och 2020  gjordes större utgrävningar inför byggandet av ett nytt område; resultatet är arkeologiskt revolutionerande, här fanns byggnader av oanad storlek från jägar-samlar-stenålder, som tycks ha använts som vinterbostäder. Så liksom 12 km norrut, i Norje Sunnansund under årtusendet före, har här funnits en relativt bofast befolkning. 
| Befolkningsutvecklingen i Ljungaviken 2015–2020 | Befolkningsutvecklingen i Ljungaviken 2015–2020 | Befolkningsutvecklingen i Ljungaviken 2015–2020 | Befolkningsutvecklingen i Ljungaviken 2015–2020 | Befolkningsutvecklingen i Ljungaviken 2015–2020 |
| ----------------------------------------------- | ----------------------------------------------- | ----------------------------------------------- | ----------------------------------------------- | ----------------------------------------------- |
|                                                 |                                                 |                                                 |                                                 |                                                 |
| År                                              |                                                 |                                                 | Folkmängd                                       | Areal (ha)                                      |
| 2015                                            | 2015                                            |                                                 | 143                                             | 11#                                             |
| 2020                                            | 2020                                            |                                                 | 364                                             | 20                                              |
| Anm.: # Som småort.                             |                                                 |                                                 |                                                 |                                                 |